# Gervais Waye-Hive
Gervais Waye-Hive (Mahé, 11 de junio de 1988) es un futbolista seychellense que juega en la demarcación de delantero para el St Michel United FC de la Campeonato seychelense de fútbol.

## Selección nacional
Debutó con la selección de fútbol de Seychelles el 17 de junio de 2012. Lo hizo en un partido de clasificación para la Copa Africana de Naciones de 2013 contra la República Democrática del Congo que finalizó con un resultado de 3-0 a favor del combinado congoleño tras los goles de Dieumerci Mbokani, Déo Kanda y de Mpeko Issama.

## Clubes
| Club                | País       | Año    |
| ------------------- | ---------- | ------ |
| St Michel United FC | Seychelles | 2011 - |

## Palmarés

### Campeonatos nacionales
| Título                           | Club                | País       | Año  |
| -------------------------------- | ------------------- | ---------- | ---- |
| Campeonato seychelense de fútbol | St Michel United FC | Seychelles | 2011 |
| Campeonato seychelense de fútbol | St Michel United FC | Seychelles | 2012 |
| Campeonato seychelense de fútbol | St Michel United FC | Seychelles | 2014 |
| Campeonato seychelense de fútbol | St Michel United FC | Seychelles | 2015 |
| Copa de Seychelles               | St Michel United FC | Seychelles | 2011 |
| Copa de Seychelles               | St Michel United FC | Seychelles | 2013 |
| Copa de Seychelles               | St Michel United FC | Seychelles | 2014 |
| Copa de Seychelles               | St Michel United FC | Seychelles | 2015 |